# Rhabdoblatta annamensis
Rhabdoblatta annamensis är en kackerlacksart som först beskrevs av Hanitsch 1927.  Rhabdoblatta annamensis ingår i släktet Rhabdoblatta och familjen jättekackerlackor.
Artens utbredningsområde är Vietnam. Inga underarter finns listade i Catalogue of Life.